# Mario Tadejević
Mario Tadejević (Fiume, 1989. augusztus 28. –) horvát labdarúgó.

## Pályafutása
2008–2012 között a HNK Rijeka labdarúgója volt, de 2010-ben kölcsönben az NK Pomorac Kostrena csapatában szerepelt. 2012–2014 között a bosnyák FK Sarajevo, 2015-ben a magyar Pécsi MFC játékosa volt. 2015-től 2016-ig a bosnyák FK Velež Mostar csapatában szerepelt.

## Sikerei, díjai
HNK Rijeka
- Horvát bajnokság (1. HNL)
  - bronzérmes: 2008–09

FK Sarajevo
- Bosnyák bajnokság
  - ezüstérmes: 2012–13
  - bronzérmes: 2013–14